# 허융
허융(何勇, 1940년 ~ )은 중화인민공화국의 정치인이다. 중국공산당 중앙서기처 서기, 중앙기율검사위원회 부서기이다.
1958년에 중국 공산당에 입당했으며, 1967년 텐진대학을 졸업했다. 국영238창 공장 당위원회 부서기와 공장장을 지냈다. 1983년 허베이성 국방과학기술공업판공청 부주임을 되었고, 1985년 추천을 받아서 제5기계공업부에서부터 발전한 병기공업부에 들어가, 당시 부장이었던 추가화에 의해 중용되었다. 후야오방, 웨이젠싱의 추천을 받아 감찰부에 들어가 1986년에 감찰부 부부장이 되었다.
그리고 1987년, 후야오방 실각의 영향을 받아 웨이젠싱과 함께 감찰부로 옯겼으며, 부부장(서열 제3위)에 오른다. 1992년부터 중앙기율감사위원회 상무위원을 맡았으며, 1997년에는 중앙기율감사위원회 부서기에 올랐다. 1998년, 감찰부 부장으로 승진했다. 2002년 11월(제16기 1중전회)에서 중국공산당 중앙서기처 서기, 중앙기율검사위원회 부서기로 선출되었다. 2007년의 제17차 당대회에서 중국공산당 중앙서기처 서기에 재선되었다.